# Oxytruxalis
Oxytruxalis is een geslacht van rechtvleugeligen uit de familie veldsprinkhanen (Acrididae). De wetenschappelijke naam van dit geslacht is voor het eerst geldig gepubliceerd in 1950 door Dirsh.

## Soorten
Het geslacht Oxytruxalis  is monotypisch en omvat slechts de volgende soort:
- Oxytruxalis ensis (Burr, 1899)